# Krasnoarmeysk
Krasnoarmeysk (em russo: Красноарме́йск) é uma cidade da Rússia situada no óblast de Moscou. Localiza-se à 51 km ao nordeste da cidade de Moscou, e tem uma população de cerca de 26,249 habitantes (2010).